# Milionia stellata
Milionia stellata là một loài bướm đêm trong họ Geometridae.